# Olympische Jugend-Winterspiele 2024/Teilnehmer (Japan)
| Gelbes Symbol für Goldmedaillen mit stilisierten Olympischen Ringen | Graues Symbol für Silbermedaillen mit stilisierten Olympischen Ringen | Braundes Symbol für Bronzemedaillen mit stilisierten Olympischen Ringen |
| ------------------------------------------------------------------- | --------------------------------------------------------------------- | ----------------------------------------------------------------------- |
| 3                                                                   | 4                                                                     | 8                                                                       |

Japan nahm an den Olympischen Jugend-Winterspielen 2024 in der südkoreanischen Provinz Gangwon mit 69 Athleten teil.

## Medaillen

### Medaillenspiegel
| Rang   | Sportart         | Gold | Silber | Bronze | Gesamt |
| ------ | ---------------- | ---- | ------ | ------ | ------ |
| 1      | Snowboard        | 2    | 1      | 1      | 4      |
| 2      | Eiskunstlauf     | 1    | —      | 1      | 2      |
| 3      | Freestyle-Skiing | —    | 2      | 1      | 3      |
| 4      | Eishockey        | —    | 1      | —      | 1      |
| 5      | Shorttrack       | —    | —      | 3      | 3      |
| 6      | Eisschnelllauf   | —    | —      | 2      | 2      |
| Gesamt | Gesamt           | 3    | 4      | 8      | 15     |

### Medaillengewinner
| Name/n | Sportart         | Wettkampf         |
| --- | ---------------- | ----------------- |
| Gold |                  |                   |
| Yura Murase | Snowboard        | Big Air           |
| Rise Kudo | Snowboard        | Halfpipe          |
| Mao Shimada | Eiskunstlauf     | Frauen Einzel     |
| Silber |                  |                   |
| Olly Nicholls | Freestyle-Skiing | Slopestyle        |
| Olly Nicholls | Freestyle-Skiing | Big Air           |
| Suzuno Fukuda Riko Nishiuchi Mayu Hosogoe Kika Terauchi Koko Ruike Rino Tada Nana Akimoto Lily Sato Azumi Numabe Momoka Okamura Umeka Odaira Saika Kiyokawa Nanho Yamaguchi Reina Kakuta Tsumugi Ito Momona Fukuzawa Rio Suzuki Yumin Furuhira | Eishockey        | Frauen Mannschaft |
| Sara Shimizu | Snowboard        | Halfpipe          |
| Bronze |                  |                   |
| Raito Kida | Shorttrack       | 1000 m            |
| Nonomi Inoue | Shorttrack       | 1500 m            |
| Waka Sasabuchi | Eisschnelllauf   | 500 m             |
| Sota Kubo | Eisschnelllauf   | 1500 m            |
| Takumi Murashita Sodai Kubo Waka Sasabuchi Kaede Kojima | Shorttrack       | Staffel           |
| Takuto Nakamura | Freestyle-Skiing | Dual Moguls       |
| Yo Takagi | Eiskunstlauf     | Frauen Einzel     |
| Ryusei Yamada | Snowboard        | Halfpipe          |

## Teilnehmer nach Sportart

### Curling
| Wettbewerb             | Mixed Team                                                                                         | Mixed Doppel                                                     |
| ---------------------- | -------------------------------------------------------------------------------------------------- | ---------------------------------------------------------------- |
| Athleten               | Koei Sato Kaito Fujii Himari Ichiyama Satsuki Maruzeni                                             | Shinya Kawai Moka Tanaka                                         |
| Vorrunde               | Nigeria 20:1 China 6:7 Schweden 10:2 Vereinigte Staaten 6:8 Neuseeland 6:2 Türkei 8:2 Norwegen 8:4 | China 5:7 Brasilien 11:1 Türkei 9:5 Neuseeland 11:2 Lettland 5:4 |
| Viertelfinale          | Dänemark 3:8                                                                                       | Dänemark 7:9                                                     |
| Halbfinale             | ausgeschieden                                                                                      | ausgeschieden                                                    |
| Finale/Spiel um Bronze | ausgeschieden                                                                                      | ausgeschieden                                                    |
| Rang                   | 6                                                                                                  | 7                                                                |

### Eishockey
| Wettbewerb             | Frauen Mannschaft |
| ---------------------- | --- |
| Athleten               | Suzuno Fukuda Riko Nishiuchi Mayu Hosogoe Kika Terauchi Koko Ruike Rino Tada Nana Akimoto Lily Sato Azumi Numabe Momoka Okamura Umeka Odaira Saika Kiyokawa Nanho Yamaguchi Reina Kakuta Tsumugi Ito Momona Fukuzawa Rio Suzuki Yumin Furuhira |
| Trainerin              | Haruna Yoneyama |
| Vorrunde               | Norwegen 5:1 Schweden 1:2 n, P, |
| Halbfinale             | Schweiz 2:1 |
| Finale/Spiel um Bronze | Schweden 0:4 |
| Rang                   | Silber |

### Eiskunstlauf
| Athleten      | Wettbewerb | Kurzprogramm/-tanz | Kurzprogramm/-tanz | Kür/Kürtanz | Kür/Kürtanz | Gesamt | Gesamt |
| Athleten      | Wettbewerb | Punkte             | Rang               | Punkte      | Rang        | Punkte | Rang   |
| ------------- | ---------- | ------------------ | ------------------ | ----------- | ----------- | ------ | ------ |
| Frauen        |            |                    |                    |             |             |        |        |
| Mao Shimada   | Einzel     | 71,05              | 1                  | 125,94      | 1           | 196,99 | Gold   |
| Yo Takagi     | Einzel     | 67,23              | 2                  | 115,97      | 5           | 183,20 | Bronze |
| Männer        |            |                    |                    |             |             |        |        |
| Haru Kakiuchi | Einzel     | 61,11              | 08                 | 124,77      | 5           | 185,88 | 7      |
| Rio Nakata    | Einzel     | 55,59              | 13                 | 142,70      | 2           | 198,29 | 5      |

### Eisschnelllauf
| Athleten         | Wettbewerb | Zeit        | Rang   |
| ---------------- | ---------- | ----------- | ------ |
| Frauen           |            |             |        |
| Waka Sasabuchi   | 500 m      | 39,65 s     | Bronze |
| Waka Sasabuchi   | 1500 m     | 2:14,59 min | 20     |
| Kaede Kojima     | 500 m      | 41,06 s     | 9      |
| Kaede Kojima     | 1500 m     | 2:05,71 min | 4      |
| Männer           |            |             |        |
| Takumi Murashita | 500 m      | 37,23 s     | 5      |
| Takumi Murashita | 1500 m     | 1:54,30 min | 5      |
| Sota Kubo        | 500 m      | 37,20 s     | 4      |
| Sota Kubo        | 1500 m     | 1:53,16 min | Bronze |

| Athleten               | Wettbewerb  | Halbfinale   | Halbfinale | Finale        | Finale        | Rang |
| Athleten               | Wettbewerb  | Zeit         | Rang       | Zeit          | Rang          | Rang |
| ---------------------- | ----------- | ------------ | ---------- | ------------- | ------------- | ---- |
| Frauen                 |             |              |            |               |               |      |
| Waka Sasabuchi         | Massenstart | 6:25,910 min | 5          | 5:56,41 min   | 10            | 10   |
| Kaede Kojima           | Massenstart | 5:59,16 min  | 10         | 5:56,43 min   | 11            | 11   |
| Männer                 |             |              |            |               |               |      |
| Sota Kubo              | Massenstart | DSQ          | DSQ        | ausgeschieden | ausgeschieden | DSQ  |
| Takumi Murashita       | Massenstart | 5:31,93 min  | 6          | 5:30,92 min   | 4             | 4    |
| Mixed                  |             |              |            |               |               |      |
| Sota Kubo Kaede Kojima | Staffel     | 3:09,73 min  | 4          | 3:15,61 min   | 4             | 4    |

### Freestyle-Skiing
| Athleten                     | Wettbewerb             | Gruppenphase | Gruppenphase | Achtelfinale         | Achtelfinale | Achtelfinale | Viertelfinale | Viertelfinale | Viertelfinale | Halbfinale    | Halbfinale    | Halbfinale    | Finale/Kleines Finale          | Finale/Kleines Finale | Finale/Kleines Finale | Rang   |
| Athleten                     | Wettbewerb             | Punkte       | Rang         | Gegner               | Punkte       | Rang         | Gegner        | Punkte        | Rang          | Gegner        | Punkte        | Rang          | Gegner                         | Punkte                | Rang                  | Rang   |
| ---------------------------- | ---------------------- | ------------ | ------------ | -------------------- | ------------ | ------------ | ------------- | ------------- | ------------- | ------------- | ------------- | ------------- | ------------------------------ | --------------------- | --------------------- | ------ |
| Frauen                       |                        |              |              |                      |              |              |               |               |               |               |               |               |                                |                       |                       |        |
| Rin Taguchi                  | Dual Moguls            | DNS          | DNS          | —                    | —            | —            | —             | —             | —             | ausgeschieden | ausgeschieden | ausgeschieden | ausgeschieden                  | ausgeschieden         | ausgeschieden         | DNS    |
| Hikaru Sakai                 | Dual Moguls            | 11           | 5            | —                    | —            | —            | —             | —             | —             | ausgeschieden | ausgeschieden | ausgeschieden | ausgeschieden                  | ausgeschieden         | ausgeschieden         | 11     |
| Männer                       |                        |              |              |                      |              |              |               |               |               |               |               |               |                                |                       |                       |        |
| Takuto Nakamura              | Dual Moguls            | 11           | 3            | —                    | —            | —            | —             | —             | —             | Porter Huff   | 3             | 2             | Kleines Finale: Jiah Cohen     | 19                    | 1                     | Bronze |
| Mixed                        |                        |              |              |                      |              |              |               |               |               |               |               |               |                                |                       |                       |        |
| Hikaru Sakai Takuto Nakamura | Mixed Team Dual Moguls | —            | —            | Nilsson / Gravenfors | 42           | 1            | Lodge / Hill  | 50            | 1             | Lemley / Huff | 26            | 2             | Kleines Finale: McLarnon/Cohen | 26                    | 2                     | 4      |

| Athleten       | Wettbewerb | Qualifikation | Qualifikation | Finale        | Finale        | Rang   |
| Athleten       | Wettbewerb | Punkte        | Rang          | Punkte        | Rang          | Rang   |
| -------------- | ---------- | ------------- | ------------- | ------------- | ------------- | ------ |
| Frauen         |            |               |               |               |               |        |
| Kiho Sugawara  | Slopestyle | 53,50         | 12            | ausgeschieden | ausgeschieden | 12     |
| Kiho Sugawara  | Big Air    | 67,00         | 8             | 87,00         | 10            | 10     |
| Männer         |            |               |               |               |               |        |
| Olly Nicholls  | Slopestyle | 73,50         | 9             | 85,75         | 2             | Silber |
| Olly Nicholls  | Big Air    | 91,00         | 3             | 174,50        | 2             | Silber |
| Yoshitaka Sato | Halfpipe   | 59,75         | 9             | 55,00         | 9             | 9      |

| Athleten                          | Wettbewerbe         | Vorrunde | Viertelfinale | Halbfinale    | Finale/Kleines Finale | Rang |
| Athleten                          | Wettbewerbe         | Rang     | Rang          | Rang          | Rang                  | Rang |
| --------------------------------- | ------------------- | -------- | ------------- | ------------- | --------------------- | ---- |
| Frauen                            |                     |          |               |               |                       |      |
| Koko Kawashima                    | Skicross            | 7        | —             | ausgeschieden | ausgeschieden         | 14   |
| Hana Kiyota                       | Skicross            | 10       | —             | ausgeschieden | ausgeschieden         | 20   |
| Männer                            |                     |          |               |               |                       |      |
| Jinichiro Ishinaka                | Skicross            | 4        | —             | 4             | Kleines Finale: 4     | 8    |
| Ryusei Suzuki                     | Skicross            | 13       | —             | ausgeschieden | ausgeschieden         | 25   |
| Mixed                             |                     |          |               |               |                       |      |
| Jinichiro Ishinaka Koko Kawashima | Mixed-Team Skicross | 1        | 4             | ausgeschieden | ausgeschieden         | 16   |
| Ryusei Suzuki Hana Kiyota         | Mixed-Team Skicross | 3        | ausgeschieden | ausgeschieden | ausgeschieden         | 18   |

### Nordische Kombination
| Athleten                                               | Wettbewerb                                | Skispringen                 | Skispringen | Skispringen | Langlauf    | Langlauf | Rang |
| Athleten                                               | Wettbewerb                                | Weite                       | Punkte      | Rang        | Zeit        | Rang     | Rang |
| ------------------------------------------------------ | ----------------------------------------- | --------------------------- | ----------- | ----------- | ----------- | -------- | ---- |
| Frauen                                                 |                                           |                             |             |             |             |          |      |
| Yuzuka Fujiwara                                        | Gundersen Normalschanze / 4 km            | 88,0 m                      | 89,8        | 15          | 12:35,7 min | 9        | 9    |
| Jui Yamazaki                                           | Gundersen Normalschanze / 4 km            | 96,5 m                      | 106,6       | 8           | 12:21,3 min | 7        | 7    |
| Männer                                                 |                                           |                             |             |             |             |          |      |
| Kotaro Kubota                                          | Gundersen Normalschanze / 6 km            | 93,0 m                      | 109,1       | 13          | 15:39,0 min | 13       | 13   |
| Ryusho Kudo                                            | Gundersen Normalschanze / 6 km            | 80,0 m                      | 78,7        | 26          | 18:22,8 min | 25       | 25   |
| Mixed                                                  |                                           |                             |             |             |             |          |      |
| Yuzuka Fujiwara Kotaro Kubota Ryusho Kudo Jui Yamazaki | Team Gundersen Normalschanze / 4 × 3,3 km | 83,0 m 95,5 m 79,0 m 93,5 m | 354,1 min   | 8           | 35:46,1 min | 7        | 7    |

### Shorttrack
| Athleten                                              | Wettbewerb | Vorläufe     | Vorläufe | Viertelfinale | Viertelfinale | Halbfinale    | Halbfinale    | Finale A/B    | Finale A/B    | Rang   |
| Athleten                                              | Wettbewerb | Zeit         | Rang     | Zeit          | Rang          | Zeit          | Rang          | Zeit          | Rang          | Rang   |
| ----------------------------------------------------- | ---------- | ------------ | -------- | ------------- | ------------- | ------------- | ------------- | ------------- | ------------- | ------ |
| Frauen                                                |            |              |          |               |               |               |               |               |               |        |
| Aoi Yoshizawa                                         | 500 m      | 45,320 s     | 2        | 44,554 s      | 3             | 44,935 s      | 4             | 46,137 s      | 4             | 9      |
| Aoi Yoshizawa                                         | 1000 m     | 1:37,171 min | 2        | 1:33,904 min  | 4             | ausgeschieden | ausgeschieden | ausgeschieden | ausgeschieden | 16     |
| Aoi Yoshizawa                                         | 1500 m     | —            | —        | 2:28,337 min  | 1             | 2:27,287 min  | 4             | 2:44,661 min  | 3             | 10     |
| Nonomi Inoue                                          | 500 m      | 46,250 s     | 3        | 45,557 s      | 5             | ausgeschieden | ausgeschieden | ausgeschieden | ausgeschieden | 19     |
| Nonomi Inoue                                          | 1000 m     | 1:36,646 min | 1        | 1:33,523 min  | 5             | ausgeschieden | ausgeschieden | ausgeschieden | ausgeschieden | 17     |
| Nonomi Inoue                                          | 1500 m     | —            | —        | 2:38,688 min  | 1             | 2:26,311 min  | 2             | 2:42,293 min  | 3             | Bronze |
| Männer                                                |            |              |          |               |               |               |               |               |               |        |
| Raito Kida                                            | 500 m      | 42,479 s     | 1        | 42,490 s      | 3             | ausgeschieden | ausgeschieden | ausgeschieden | ausgeschieden | 11     |
| Raito Kida                                            | 1000 m     | 1:32,515 min | 2        | 1:29,852 min  | 2             | 1:26,061 min  | 2             | 1:26,349 min  | 2             | Bronze |
| Raito Kida                                            | 1500 m     | —            | —        | 2:31,283 min  | 3             | 2:22,103 min  | 3             | 2:23,229 min  | 6             | 6      |
| Yuta Fuchigami                                        | 500 m      | 42,738 s     | 1        | 42,078 s      | 3             | 57,216 s      | 5             | 42,930 s      | 4             | 9      |
| Yuta Fuchigami                                        | 1000 m     | 1:29,377 min | 1        | 1:54,976 min  | 5             | ausgeschieden | ausgeschieden | ausgeschieden | ausgeschieden | 17     |
| Yuta Fuchigami                                        | 1500 m     | —            | —        | 2:16,364 min  | 2             | 2:57,832 min  | 7             | ausgeschieden | ausgeschieden | 19     |
| Mixed                                                 |            |              |          |               |               |               |               |               |               |        |
| Raito Onita Yuta Fuchigami Aoi Yoshizawa Atsumi Inoue | Staffel    | —            | —        | —             | —             | 2:46,957 min  | 1             | 2:47,412 min  | 3             | Bronze |

### Skeleton
| Athleten      | Lauf 1  | Lauf 1 | Lauf 2  | Lauf 2 | Gesamt      | Gesamt |
| Athleten      | Zeit    | Rang   | Zeit    | Rang   | Zeit        | Rang   |
| ------------- | ------- | ------ | ------- | ------ | ----------- | ------ |
| Frauen        |         |        |         |        |             |        |
| Mio Shinohara | 57,36 s | 13     | 57,67 s | 14     | 1:55,03 min | 13     |

### Ski Alpin
| Athleten        | Wettbewerb         | Lauf 1  | Lauf 1 | Lauf 2  | Lauf 2 | Gesamt      | Gesamt |
| Athleten        | Wettbewerb         | Zeit    | Rang   | Zeit    | Rang   | Zeit        | Rang   |
| --------------- | ------------------ | ------- | ------ | ------- | ------ | ----------- | ------ |
| Frauen          |                    |         |        |         |        |             |        |
| Mikoto Onishi   | Super-G            | —       | —      | —       | —      | 56,08 s     | 21     |
| Mikoto Onishi   | Alpine Kombination | 54,49 s | 12     | 53,05 s | 11     | 1:50,54 s   | 11     |
| Mikoto Onishi   | Riesenslalom       | 50,14 s | 13     | DNF     | DNF    | DNF         | DNF    |
| Mikoto Onishi   | Slalom             | DNF     | DNF    | DNF     | DNF    | DNF         | DNF    |
| Hinata Fukasawa | Super-G            | —       | —      | —       | —      | 56,42 s     | 26     |
| Hinata Fukasawa | Alpine Kombination | 59,25 s | 32     | 54,74 s | 21     | 1:53,99 min | 22     |
| Hinata Fukasawa | Riesenslalom       | DNF     | DNF    | DNF     | DNF    | DNF         | DNF    |
| Hinata Fukasawa | Slalom             | DNF     | DNF    | DNF     | DNF    | DNF         | DNF    |
| Männer          |                    |         |        |         |        |             |        |
| Neo Kamada      | Super-G            | —       | —      | —       | —      | 56,20 s     | 27     |
| Neo Kamada      | Alpine Kombination | 57,36 s | 36     | 55,39 s | 8      | 1:52,75 min | 21     |
| Neo Kamada      | Riesenslalom       | 51,31 s | 24     | 46,42 s | 10     | 1:37,73 min | 17     |
| Neo Kamada      | Slalom             | 48,15 s | 9      | 51,94 s | 2      | 1:40,09 min | 4      |

| Athleten                 | Wettbewerbe | Achtelfinale | Achtelfinale | Viertelfinale | Viertelfinale | Halbfinale    | Halbfinale    | Finale        | Finale        | Rang |
| Athleten                 | Wettbewerbe | Gegner       | Punkte       | Gegner        | Punkte        | Gegner        | Punkte        | Gegner        | Punkte        | Rang |
| ------------------------ | ----------- | ------------ | ------------ | ------------- | ------------- | ------------- | ------------- | ------------- | ------------- | ---- |
| Mixed                    |             |              |              |               |               |               |               |               |               |      |
| Mikoto Onishi Neo Kamada | Mannschaft  | AUT          | 1:3          | ausgeschieden | ausgeschieden | ausgeschieden | ausgeschieden | ausgeschieden | ausgeschieden | 11   |

### Skilanglauf
| Athleten         | Wettbewerbe      | Zeit        | Rang |
| ---------------- | ---------------- | ----------- | ---- |
| Frauen           |                  |             |      |
| Kokoro Matsuzawa | 7,5 km klassisch | 24:02,6 min | 23   |
| Yuka Fukuhara    | 7,5 km klassisch | 24:29,2 min | 30   |
| Männer           |                  |             |      |
| Kosuke Fujimoto  | 7,5 km klassisch | 21:15,0 min | 29   |

| Athleten         | Wettbewerbe     | Qualifikation | Qualifikation | Viertelfinale | Viertelfinale | Halbfinale    | Halbfinale    | Finale        | Finale        | Rang |
| Athleten         | Wettbewerbe     | Zeit          | Rang          | Zeit          | Rang          | Zeit          | Rang          | Zeit          | Rang          | Rang |
| ---------------- | --------------- | ------------- | ------------- | ------------- | ------------- | ------------- | ------------- | ------------- | ------------- | ---- |
| Frauen           |                 |               |               |               |               |               |               |               |               |      |
| Kokoro Matsuzawa | Sprint Freistil | 3:42,32 min   | 22            | 3:38,06 min   | 4             | ausgeschieden | ausgeschieden | ausgeschieden | ausgeschieden | 19   |
| Yuka Fukuhara    | Sprint Freistil | 3:56,78 min   | 42            | ausgeschieden | ausgeschieden | ausgeschieden | ausgeschieden | ausgeschieden | ausgeschieden | 42   |
| Männer           |                 |               |               |               |               |               |               |               |               |      |
| Kosuke Fujimoto  | Sprint Freistil | 3:14,41 min   | 32            | ausgeschieden | ausgeschieden | ausgeschieden | ausgeschieden | ausgeschieden | ausgeschieden | 31   |

### Skispringen
| Athleten                                            | Wettbewerb               | 1. Durchgang                | 1. Durchgang | 1. Durchgang | 2. Durchgang                | 2. Durchgang | 2. Durchgang | Gesamt | Gesamt |
| Athleten                                            | Wettbewerb               | Weite                       | Punkte       | Rang         | Weite                       | Punkte       | Rang         | Punkte | Rang   |
| --------------------------------------------------- | ------------------------ | --------------------------- | ------------ | ------------ | --------------------------- | ------------ | ------------ | ------ | ------ |
| Frauen                                              |                          |                             |              |              |                             |              |              |        |        |
| Yuzuki Sato                                         | Normalschanze            | 92,5 m                      | 83,1         | 8            | 101,5 m                     | 103,1        | 3            | 186,2  | 6      |
| Hana Sakurai                                        | Normalschanze            | 78,5 m                      | 53,3         | 19           | 77,0 m                      | 50,0         | 21           | 103,3  | 20     |
| Männer                                              |                          |                             |              |              |                             |              |              |        |        |
| Seigo Sasaki                                        | Normalschanze            | 88,5 m                      | 76,8         | 21           | 82,5 m                      | 60,9         | 27           | 137,7  | 24     |
| Takuma Mikami                                       | Normalschanze            | 82,5 m                      | 65,0         | 27           | 85,0 m                      | 67,9         | 24           | 132,9  | 26     |
| Mixed                                               |                          |                             |              |              |                             |              |              |        |        |
| Hana Sakurai Mikami Tomo Yuzuki Sato Hoshigo Sasaki | Normalschanze Mannschaft | 82,5 m 84,5 m 97,5 m 82,0 m | 304,8        | 9            | 81,0 m 79,0 m 97,0 m 84,0 m | 307,0        | 9            | 611,8  | 9      |

### Snowboard
| Athleten      | Wettbewerb | Qualifikation | Qualifikation | Finale        | Finale        | Rang   |
| Athleten      | Wettbewerb | Punkte        | Rang          | Punkte        | Rang          | Rang   |
| ------------- | ---------- | ------------- | ------------- | ------------- | ------------- | ------ |
| Frauen        |            |               |               |               |               |        |
| Risei Kudo    | Halfpipe   | 92,25         | 1             | 90,75         | 1             | Gold   |
| Yura Murase   | Slopestyle | 93,00         | 1             | 79,25         | 5             | 5      |
| Yura Murase   | Big Air    | 82,00         | 6             | 154,25        | 1             | Gold   |
| Kiara Morii   | Slopestyle | 25,75         | 17            | ausgeschieden | ausgeschieden | 17     |
| Kiara Morii   | Big Air    | 84,25         | 4             | 151,25        | 4             | 4      |
| Sara Shimizu  | Halfpipe   | 89,00         | 2             | 84,50         | 2             | Silber |
| Männer        |            |               |               |               |               |        |
| Ku Shimazaki  | Halfpipe   | 69,75         | 7             | 57,25         | 9             | 9      |
| Ryusei Yamada | Halfpipe   | 85,75         | 2             | 83,00         | 3             | Bronze |

| Athleten                   | Wettbewerbe               | Vorrunde | Viertelfinale | Halbfinale    | Finale/Kleines Finale | Rang |
| Athleten                   | Wettbewerbe               | Rang     | Rang          | Rang          | Rang                  | Rang |
| -------------------------- | ------------------------- | -------- | ------------- | ------------- | --------------------- | ---- |
| Frauen                     |                           |          |               |               |                       |      |
| Rio Ishida                 | Snowboardcross            | 7        | —             | ausgeschieden | ausgeschieden         | 13   |
| Männer                     |                           |          |               |               |                       |      |
| Daisuke Muraoka            | Snowboardcross            | 4        | —             | 4             | Kleines Finale: 3     | 7    |
| Mixed                      |                           |          |               |               |                       |      |
| Rio Ishida Daisuke Muraoka | Mixed-Team Snowboardcross | Freilos  | 2             | 4             | Kleines Finale: 3     | 7    |